# Ностриан Неаполитанский
Ностриан (лат. Nostrianus) — епископ Неаполя (432 — после 452), святой (день памяти — 14 февраля).
Святой Ностриан стал епископом в Неаполе после смерти святого Иоанна I. Считается, что св.Ностриан дал приют многим христианам, бежавшим из Карфагена. Среди них были св. Гаудиоз, епископ Абитинский, и Кводвультдей, епископ Карфагенский. Он известен тем, что возвысил голос против ариевой и пелагиевой ересей.
Похоронен в катакомбах святого Гаудиоза. Не позднее X века его мощи были перенесены в храм, известный как S. Gennaro all'Olmo. 16 августа 1612 года под главным алтарем этого храма была обретена древняя мраморная урна, на краю которой были выгравированы слова: Corpus S. Nostriani Episcopi. В июле 1945 года урна была перенесена и помещена в церковь Св. Филиппа и Иакова. Неизвестный древним неаполитанским календарям, св.Ностриан стал почитаем официально после обретения мощей.